# Флаг Северо-Западных территорий
Флаг Северо-Западных территорий был принят в 1969 году Законодательным Собранием Северо-Западных территорий.

## ФлагКомпании Гудзонова залива
Оригинальный флаг Компании Гудзонова залива служил территориальным флагом с момента приобретения Земли Руперта и Северо-Западных территорий Канадой в 1869 году. После создания Саскачевана и Альберты в самых густонаселённых районах Северо-Западных территорий в 1905 году флаг был упразднён. Законодательное Собрание Северо-Западных территорий было создано в 1951 году.

## Текущий флаг
Первый официальный флаг Северо-западных территорий был выбран специальным комитетом Законодательного Собрания Северо-Западных территорий в 1969 году. Комитет рассмотрел предложения жителей со всей Канады, победителем конкурса стал флаг Роберта Бессана из города Маргарет (провинция Манитоба).
Флаг имеет синий фон, на котором канадский столб (белая полоса занимает половину ширины флага), в центре щит с гербом Северо-Западных территорий. Синий обозначает воды Северо-Западных территорий, а белый представляет снег и лёд.
Герб территории находится в центре белого поля. В белом поле волнистая голубая линия представляет Северный Ледовитый океан и Северо-Западный проход. Диагональная линия из деревьев делит нижнюю часть на зеленый и красный сектор: зелёный символизирует лес, а красный символизирует тундру. Золотые слитки в зелёном секторе и белый лис в красном секторе представляют обилие минералов и мехов, на которых и была основана история и экономика Северо-Западных территорий.